# Filologia
La filologia és l'estudi de la llengua en fonts orals i escrites; és la intersecció entre la crítica textual, la crítica literària, la història i la lingüística (amb especial interès en l'etimologia).
El terme originàriament significa 'estimar' (del grec filo-) i 'paraules' (també del grec -logia). En la tradició acadèmica de moltes nacions, el terme "filologia" denota l'estudi d'una llengua junt amb la seva literatura i els seus contexts històrics i culturals, els quals són indispensables per a una comprensió dels treballs literaris i d'altres texts culturals significatius. La filologia abraça així l'estudi de la gramàtica, la retòrica, la història o la interpretació d'autors, així com la tradició crítica associada a una determinada llengua.
Aquesta extensa definició s'ha fet estranya avui dia, i la filologia tendeix a referir-se als estudis acadèmics associats a un idioma, agrupant àrees com la fonètica, la morfosintaxi, la dialectologia, la lingüística històrica, etc., en l'estadi de llengua i els diversos períodes de la literatura corresponent.
Una branca de la filologia és la lingüística històrica. Algunes similituds entre el sànscrit i les llengües europees foren observades primer en el segle xviii i conduïren al descobriment del protoindoeuropeu. L'interès de la filologia en els idiomes antics aconduí a l'estudi de quins eren en el segle xix els idiomes "exòtics" per la llum que podrien aportar en els problemes per entendre els orígens dels texts més antics.
En els Estats Units, l'American Journal of Philology fou fundat el 1880 per Basil Lanneau Gildersleeve, un professor de la Universitat Johns Hopkins.
La filologia també inclou anàlisis de texts, l'anomenada crítica textual, que intenta reconstruir el text original perdut que serveix de model a còpies manuscrites posteriors. Per a aconseguir-ho, es basa en els errors de transmissió, en les variants locals i en l'anàlisi exhaustiva tant del text com del seu suport per establir l'arbre genealògic de l'obra. Aquesta branca és el que s'entén com a filologia als països francòfons, que prefereixen usar altres termes per a la resta de disciplines lingüístiques.
La filologia no ha tingut gaire interès per als estudiosos xinesos fins i tot al segle xix.

## Filologia grega i hel·lenística
Entre diverses consideracions, va anar guanyant terreny la que concebia la tasca d'algú consagrat a l'explicació de texts des dels diferents punts de vista possibles, activitat que començà sent una afició noble conreada amb més o menys encert i, fins a cert punt, de manera no professional. Tant gramàtica com filologia són disciplines relacionades en gran part, si bé cadascuna va adquirir graus d'especialització i la filologia acabà gaudint de la capacitat definitòria que més abastava i incloïa, per tant, l'anterior. Tot i que en diferent grau, també passa amb la retòrica, en menor mesura, respecte de la poètica.
De vegades es fa servir "filologia hel·lenística" per designar la "filologia grega" en el seu sentit més ample, però la qualificació d'"hel·lenístic" és preferible restringir-la al període i cultura tardans de la llengua grega clàssica. A aquest període corresponen autors tan eminents com Pseudo-Longí, Filó d'Alexandria o Plotí.
Els primers filòlegs en el sentit restrictiu foren els alexandrins (segle iii aC), deixebles dels sofistes, amb Aristòfanes de Bizanci com el major exponent (segle III aC), fundador d'un mètode que el seu deixeble Aristarc de Samotràcia, director de la Biblioteca d'Alexandria, aplicà, més tard, a l'estudi dels poemes d'Homer. Aquests primers filòlegs van desenvolupar, a la Biblioteca d'Alexandria, una important activitat editorial, centrada en la còpia de manuscrits dels més importants i representatius autors del passat, els texts dels quals es netejaven d'errors i s'interpretaven d'acord amb unes normes determinades. En mans dels alexandrins, la filologia esdevé, així, un conjunt de coneixements sistemàtics i ordenats, tot i que amplis i poc profunds, car el filòleg havia de tenir no sols coneixements lingüístics i literaris, sinó també històrics, geogràfics, artístics, retòrics, etc. Per això se'l considerava la persona ideal tant per explicar els texts com per reconstruir-los, modernitzar-los i restaurar-los.
La primera gramàtica, de Dionís Trax, és una mostra excel·lent de l'amplitud i la diversitat de les assignacions filològiques, ja gramaticals si es pren en el sentit contemporani, ja més crítics i literaris. Allò que finalment es va anomenar "filologia" començà ocupant-se, d'una banda, de la lectura correcta dels texts i, d'una altra, de la seva fixació, depuració i exegesi. Les experiències adquirides i els materials emprats en aquesta activitat van anar recollint-se en lèxics, repertoris, inventaris, etc. La filologia es converteix, així, en època alexandrina, en una disciplina de caràcter enciclopèdic que abasta ensenyaments de gramàtica, retòrica, història, epigrafia, numismàtica, bibliografia, mètrica, etc. Els filòlegs així formats són, per antonomàsia, persones cultes que reuneixen, tot i que de manera esquemàtica, els grans sabers de l'època.

## Època clàssica llatina
Roma assimilà els mètodes dels cesarians i va continuar la seva tasca: fou el cas de Varró (segle i aC), per exemple. A l'època imperial van proliferar els qui estudiaven, criticaven i comentaven les obres mestres de la cultura llatina, dient-se a si mateixos filòlegs o gramàtics, denominació que anà suplantant la primera fins a fer-la desaparèixer. En efecte, el terme filologia es va utilitzar poc al Baix Imperi, coincidint amb la decadència dels estudis d'aquest tipus, que van arribar a desaparèixer gairebé per complet a partir d'aquest moment i durant tota l'edat mitjana. Malgrat això, és important recordar figures importants com Servi Macrobi (segle iv) i el romà d'Orient Foci (segle ix), i en menor mesura també l'edició de les Suïdes (segle X) romanes d'Orient seguint mètodes alexandrins.
L'època llatina construí la gran síntesi de les disciplines d'arrelament filològic mitjançant la retòrica, com no podia ser altrament, és a dir, gràcies a la Institutio Oratoria de Quintilià a finals del segle i. Aquesta poderosa construcció, que fonia la cultura humanística i, per tant, l'educació, determinà el curs medieval, gramaticalitzat i de poètica retoritzada, procés que només arribà a desmembrar-se després dels corrents tradicionalistes i dialèctics. El De vulgari eloquentia de Dante, no publicat al seu temps, fou una escletxa de llum que trigà a localitzar el seu propi camí. A la patrística, especialment a sant Jeroni i sant Agustí, cal reconèixer que es deu no ja la integració de la cultura i els sabers filològics grecollatins al nou món cristianitzat, sinó la creació d'una retòrica, una filologia i traductologia que haurien de confluir en l'obra d'Erasme de Rotterdam. D'altra banda, la reactualització de Ciceró representà la nova retòrica o eloqüència renaixentista.

## Humanisme
La cultura del Renaixement i, sobretot, de l'humanisme, constitueix, ja sigui en el seu vessant d'interpretació més cívic (Eugenio Garin) o més filològic (Paul Oskar Kristeller), el gran establiment de la filologia moderna i el primer gran domini i abastiment de les fonts clàssiques. S'ha discutit molt sobre la importància medieval de l'anomenat Protorenaixement, o de la distinció de diversos Prerenaixements, un dels quals podria entendre's com específicament filològic. La importància de l'operació acadèmica duta a terme per Carlemany és de tot punt indubtable i relativa al que se'n diu història i creació de les escoles catedralícies i les universitats pròpiament dites.
La creació de la impremta i l'edició de texts clàssics en aquest nou mitjà significà quelcom de semblant a una revolució cultural estesa a tots els àmbits del coneixement i les possibilitats de la seva difusió. Si el Quatre-cents va ser la prodigiosa època de l'art i la seva teoria, el Cinc-cents fou l'època de la poètica i la crítica (Minturno, Scaligero, Castelvetro), però tot aquest temps va ser en general el dels sabers filològics, almenys des dels mestres de Petrarca. Es pot dir que s'instaurà la passió bibliogràfica en el destí buscat de restituir els clàssics grecollatins i els texts escripturístics. Durant el segle xv, personatges tan importants i dissemblants com Aldo Manuzio o Angelo Poliziano havien assenyalat el camí de la dedicació a l'estudi dels clàssics, l'estil dels quals van imitar i els texts dels quals van editar. El segle xvi és per als estudis filològics en un sentit ampli l'època potser sobretot de Scaligero, que continua entre altres coses la base originària de la comparatística o literatura comparada, amb la tradició de Dionís d'Halicarnàs. Es tracta d'un ingent decurs filològic que travessa de Salutati a Pontano, de Bracciolini i Valla a Giovanni Boccaccio, Plethon o Marsilio Ficino. I així ho demostra també Henri Estienne, o Erasme de Rotterdam, que reprèn i eleva la tradició joronimiana, o Nebrija i la fonamentació de la nova llengua d'Amèrica.

## Seglexviii
El segle xviii, la Il·lustració i el renovat interès per la ciència en general fan renéixer o estableixen una nova etapa per a l'interès filològic. Richard Bentley instaura a la Universitat de Cambridge els estudis clàssics i dona una empenta definitiva als estudis filològics; per primera vegada es pot dir que se supera la filologia alexandrina mitjançant la teorització de l'existència de la digamma als texts homèrics. És una etapa de correcció dels texts deteriorats o deformats, acomodant-los a l'estil dels seus autors (usus scribendi) i a les circumstàncies de la seva època d'origen.
A l'últim quart del segle xviii, el terme "filologia" és rescatat per Friedrich August Wolf, considerat en aquest sentit pare de la filologia moderna. Wolf, en efecte, obre un nou període important per a la història de les disciplines lingüístiques en un sentit ampli. Ferdinand de Saussure considera la filologia de Wolf com un «moviment científic» que té per objecte d'estudi no sols la llengua sinó també la fixació, interpretació i comentari de texts, la qual cosa el duu a ocupar-se de la història literària, els costums, les institucions, etc., emprant un mètode propi: la crítica. Aquestes investigacions filològiques, segons Saussure, tindrien el mèrit d'haver preparat el camí de la lingüística històrica.

## Seglexix
La filologia alemanya del segle xix, juntament amb l'estètica i en general la filosofia, representa un dels moments més grans de la cultura de la humanitat. Després de Wilhelm von Humboldt, zenit de la lingüística, el segle xix configura el desenvolupament de la filologia comparada en el marc del nou humanisme alemany. La publicació, a mitjan segle, de la primera gramàtica comparada per part de Franz Bopp va servir per demostrar que es podia dur a terme un procés avançat de comparació entre llengües. La filologia comparada pot considerar-se en gran manera una conseqüència directa del moviment romàntic. L'afany pel coneixement del passat, tan propi del Romanticisme, contribuí a crear la mentalitat historicista que li era necessària, mentre que el desig de conèixer l'ànima dels pobles, d'altra banda, també típicament romàntic, menà a l'evolució historiogràfica, filosòfica i filològica aplicada a un nou estudi de les seves llengües i literatures. Gràcies a tals condicionaments, els romàntics van fixar la mirada en llengües i literatures clàssiques. I, en l'estudi de les llengües clàssiques, el mètode historicocomparatista va donar-ne resultats excel·lents en la reconstrucció d'una llengua de la qual no es conservaven texts escrits, però que podia pressuposar-se per la comparació de diverses llengües europees i asiàtiques, especialment el sànscrit: el protoindoeuropeu. També l'exotisme romàntic significà la primera gran obertura a l'Orient asiàtic, que era importantíssim per a la gran filologia que engloba la mitologia comparada de Max Müller. Molt aviat l'evolució de la nova filologia romàntica, protegida en una tradició exemplarment sòlida a la mateixa Alemanya des de temps de Lessing, s'havia incorporat a la naixent epistemologia científica. La filologia del segle xix determinà un dels seus centres d'interès en les llengües i literatures dels pobles germànics. Això va donar lloc al naixement pròpiament dit de la filologia romànica. En ecdòtica, el filòleg Karl Lachmann idea i aplica un procediment per reconstruir científicament texts perduts a través de la comparació o col·lació d'errors comuns, que en honor seu va ser denominat mètode lachmannià.

## Segle XX
El segle xx va ser l'escenari del desenvolupament de la lingüística formal i estructural radicalment neo-neopositivista, sobretot a partir de les obres de Ferdinand de Saussure. En aquest sentit, caldria distingir entre filologia i aquesta mena de lingüística de tendència tecnològica i l'extensa gamma de les seves escoles i models. Cal no oblidar, emperò, la subsistència d'una dispersa lingüística idealista, així el cas eminent de Karl Vossler, deixeble de Benedetto Croce, així com cal recordar els àmbits de la ciència literària. Però el fet, tanmateix, és que l'últim quart del segle xx donà mostres d'un clar desplaçament de les escoles formalistes cap al domini pragmàtic i, d'una altra banda, va fer patent el ja inamagable esvaïment de tals projectes tecnològics. En qualsevol cas, la filologia havia continuat la seva tasca, potser una mica abstreta o tancada, centrada en els texts escrits, però també definitivament oberta als aspectes més sincrònics de la tradició oral, així com a les noves circumstàncies tant teòriques i crítiques com instrumentals, propiciades pels mitjans digitals.(3)